# Olaus Olsson

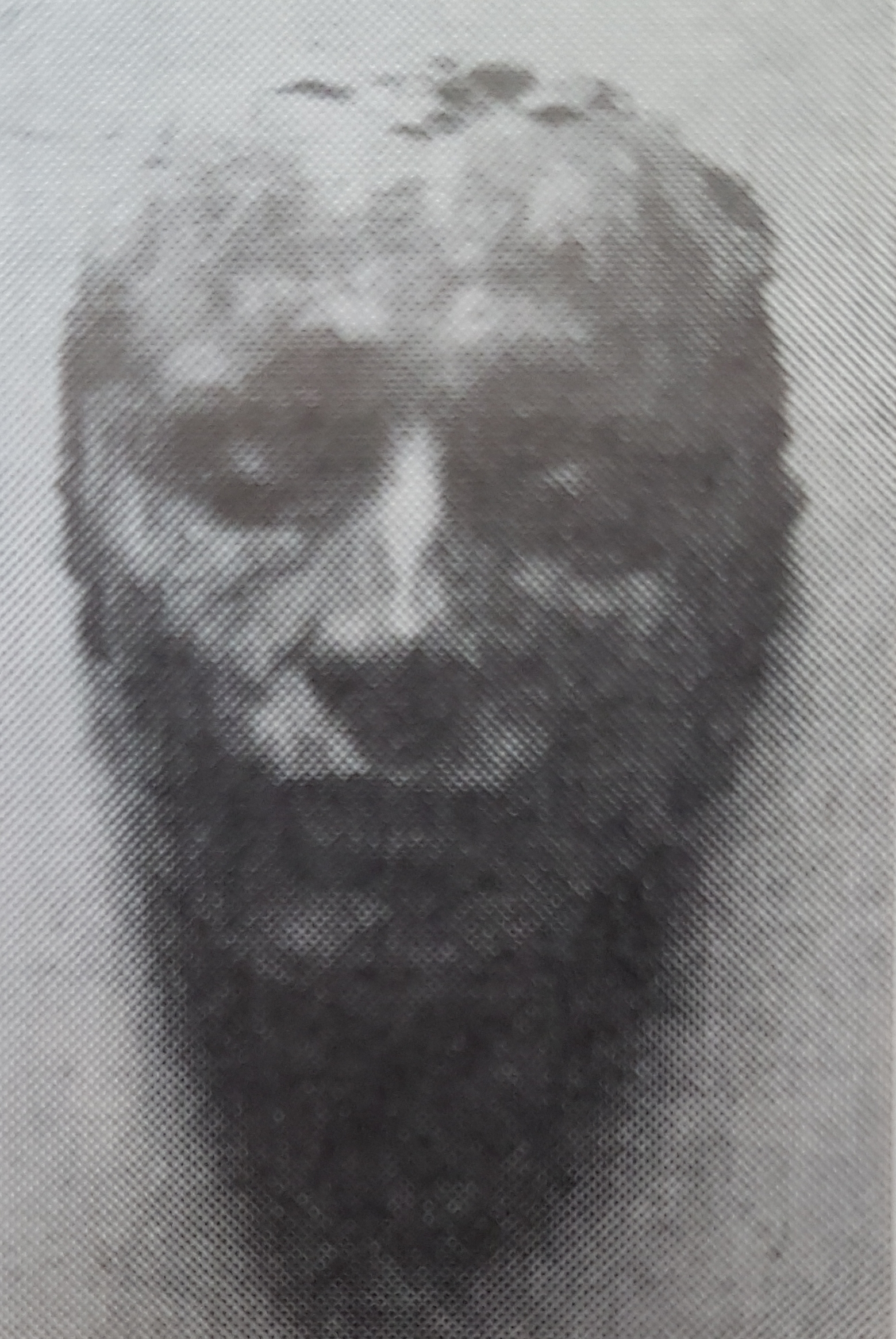
Olaus Olssons dödsmask

Olaus Valdemar Olsson, född 16 mars 1906 i Östmarks församling, Värmlands län, död 18 september 1934 i Stockholm, var en svensk skulptör.
Han var son till hemmansägardottern Ida Maria Olsdotter.
Olsson studerade vid Konsthögskolans bildhuggaravdelning 1932–1934 med Christian Eriksson som lärare. Han deltog i en samlingsutställning i Arvika 1933. Hans skulpturer var starkt påverkade av Christian Erikssons formspråk.
Han är representerad på Värmlands museum med två gipsfigurer dels ett knotigt gubbhuvud, dels med en kvinnlig stående modell, båda dessa verk var hans inträdesprov till Konsthögskolan. 
Han avled under studietiden på skolan av kroniskt njurlidande. Christian Eriksson tog hans dödsmask, den finns numera på Värmlands museum.